# Eilema moorei
Eilema moorei là một loài bướm đêm thuộc phân họ Arctiinae, họ Erebidae.